# Kutaís
Kutaís - Кутаис (rus) és un possiólok del krai de Krasnodar, a Rússia. Es troba al riu Aptxas, afluent del Kuban. És a 17 km al sud-est de Goriatxi Kliutx i a 63 km al sud-est de Krasnodar.
Pertanyen a aquest possiólok els khútors de Kura-Prómissel, Kura-Tsetse, Vessioli i Dómiki; i els possiolki de Kura-Trànsportni, Oktiabrski, Promislovi, Trànsportni i Xirókaia Balka.